# Carnal Demise
Carnal Demise ist eine finnische Melodic-Death- und Thrash-Metal-Band aus Kuopio, die 2007 gegründet wurde.

## Geschichte
Die Band wurde am Anfang des Frühlings 2007 gegründet, wobei die Besetzung sich erst 2009 durch das Hinzukommen des Sängers Jarkko Korhonen vervollständigte. 2011 unterzeichnete die Gruppe einen Booking-Vertrag bei Backdoor Agency, wodurch sie verstärkt Auftritte abhalten konnte. Nach der Veröffentlichung von insgesamt vier Demos erschien im Mai 2012 über Inverse Records das selbstbetitelte Debütalbum. Lieder des Albums wurden auf finnischen Radiosendern wie Radio Rock und YleX gespielt. Zu dem Lied Flatline Fever wurde außerdem ein Musikvideo erstellt. Im Juli nahm die Band erstmals an einem Festival teil, indem sie auf dem Suonenjoki' Rok spielte.

## Stil
Jan Wischkowski von metal.de schrieb in seiner Rezension zum selbstbetitelten Album, dass die Band Melodic Death Metal spielt, jedoch mit anderen finnischen Vertretern des Genres wie Insomnium, Children of Bodom und Kalmah kaum etwas gemeinsam hat, da Carnal Demise weder besonders atmosphärisch sei noch Keyboards einsetze. Zudem vermische die Gruppe ihren Melodic Death Metal auch stark mit Thrash Metal. Die Songs lägen meist im höheren Geschwindigkeitsbereich. Das Grundgerüst für die Lieder seien meist Thrash-Metal-Riffs, die durch Soli, Melodien und eingängige Refrains angereichert werden würden. Im letzten Song werde das Tempo gedrosselt und der Thrash-Metal-Anteil sei kaum noch vorhanden, stattdessen gebe es einen „Rausch aus Härte und Melodie, der durch sanftes Keyboard-Spiel und  Klargesang zum Hinhörer des Albums mutiert“.

## Diskografie
- 2007: Last Temptation / Self Deceit (Demo, Eigenveröffentlichung)
- 2009: Rules… and Exceptions (Demo, Eigenveröffentlichung)
- 2009: Silence the Worthless (Demo, Eigenveröffentlichung)
- 2011: Manmade 666 (Demo, Eigenveröffentlichung)
- 2012: Carnal Demise (Album, Inverse Records)